# Тейлор-Браун, Джорджия
Джорджия Тейлор-Браун (англ. Georgia Taylor-Brown; род. 15 марта 1994, Манчестер, Большой Манчестер) — британская триатлонистка. Чемпионка мира, бронзовый призёр Мировой серии по триатлону 2018 и 2019 годов Джорджия Тейлор-Браун живёт в Лидсе и тренируется в Центре триатлона Лидса. Она родилась в Манчестере. Чемпионка и серебряный призёр Олимпийских игр в Токио.

## Биография
Джорджия родилась в спортивной семье. Отец Джорджии, Дэррил Тейлор, представлял Великобританию в беге на 800 метров. Её мама занималась плаванием на национальном уровне и бегом. Джорджия начала плавать с пяти лет, а бегать стала только, когда ей было 12. После этого она решила попробовать силы в триатлоне и успешно прошла испытание в Британской олимпийской команде по триатлону. Она переехала из Манчестера в Лидс в 2012 году, чтобы получить степень в области спорта и физических упражнений в университете Лидса.

## Карьера
Двукратная чемпионка Европы среди юниоров. Тейлор-Браун выиграла серебряную медаль чемпионата мира среди юниоров в 2013 году. Также в её активе есть золото на чемпионате Европы среди юниоров в 2012 и 2013 годах До этого Тейлор-Браун выиграла титул чемпиона мира по дуатлону среди юниоров в 2012 году.
В 2018 году Тейлор-Браун впервые попала на подиум соревнований высшего уровня на Мировой серии в Лидсе, обойдя соотечественницу Вики Холланд, а затем заняла бронзу в Монреале и Эдмонтоне. В итоге, она заняла общее третье место в рейтинге. В следующем году она выступила сильно, попадая в десятку лучших в каждой гонке, а также одержала «домашнюю» победу в Лидсе.
Тейлор-Браун выступала в смешанной эстафете, выиграв золото на Мировой серии в Ноттингеме в 2019 году. Также она стала серебряным призёром в Токио.
Из-за пандемии COVID-19, соревнования 2020 были усечены. Международная федерация объявила, что победитель Финала Мировой серии в Гамбурге будет объявлен чемпионом мира. Одержав победу в Германии, Тейлор-Браун стала чемпионкой мира.